# Anterhynchium mephisto
Anterhynchium mephisto är en stekelart som först beskrevs av Giovanni Gribodo 1891.
Anterhynchium mephisto ingår i släktet Anterhynchium och familjen Eumenidae. Inga underarter finns listade i Catalogue of Life.